# Inga Tancred
Ingrid (Inga) Tancred, född 29 oktober 1913 i Gustav Vasa församling i Stockholm, död 2 juli 2007 i Lundby församling i Göteborg, var en svensk målare och tecknare.
Hon var dotter till försäkringsdirektören Gunnar Bergström och Elin Lindberg och från 1942 gift med redaktören Hans Tancred. Hon studerade vid Tekniska skolan 1932, Otte Skölds målarskola 1933 samt vid Skånska målarskolan 1945–1946. Separat ställde hon bland annat ut i Halmstad 1947 och Vänersborg. Tillsammans med Carl Johansson ställde hon ut i Uddevalla 1952 och med Nisse Hosse i Trollhättan. Hon medverkade i Nationalmuseums utställning Unga tecknare 1947–1950 och utställningen Bohuslän visar i Uddevalla samt utställningar arrangerade av Hallands konstförening och Hörby konstförening. Hennes konst består av stilleben, porträtt och landskap utförda i olja eller i form av teckningar.